# カワサキ・VN1500バルカン
VN1500バルカン (Vulcan) は、川崎重工業モーターサイクル&エンジンカンパニーが製造・発売していたクルーザー（アメリカン）タイプのオートバイの車種。本稿では、同社「バルカン」シリーズのうち、VN1500系の各モデルを「VN1500バルカン」として解説する。

## 概要
第1世代のVN1500バルカンは、1987年に発売された（VN1500A型/B型）。輸出専用モデルであり、欧州一般市場では「VN-15」、北米市場では「VULCAN88」の名称で販売された。後にD型以降のバルカンシリーズが登場してからも、基本グレードについては1999年モデルのA13型まで製造された。
第2世代のVN1500バルカンは、1996年にフルモデルチェンジを受け、以降は「VULCAN1500」の統一名称で販売された。日本国内市場への導入は翌年1997年モデルから行われ、1999年モデルまで販売された。
2003年モデルとして排気量を拡大したVN1600が発表されて以降も併売されたが2008年のVN1500N8Fをもって生産が終了した。

## 第1世代モデル

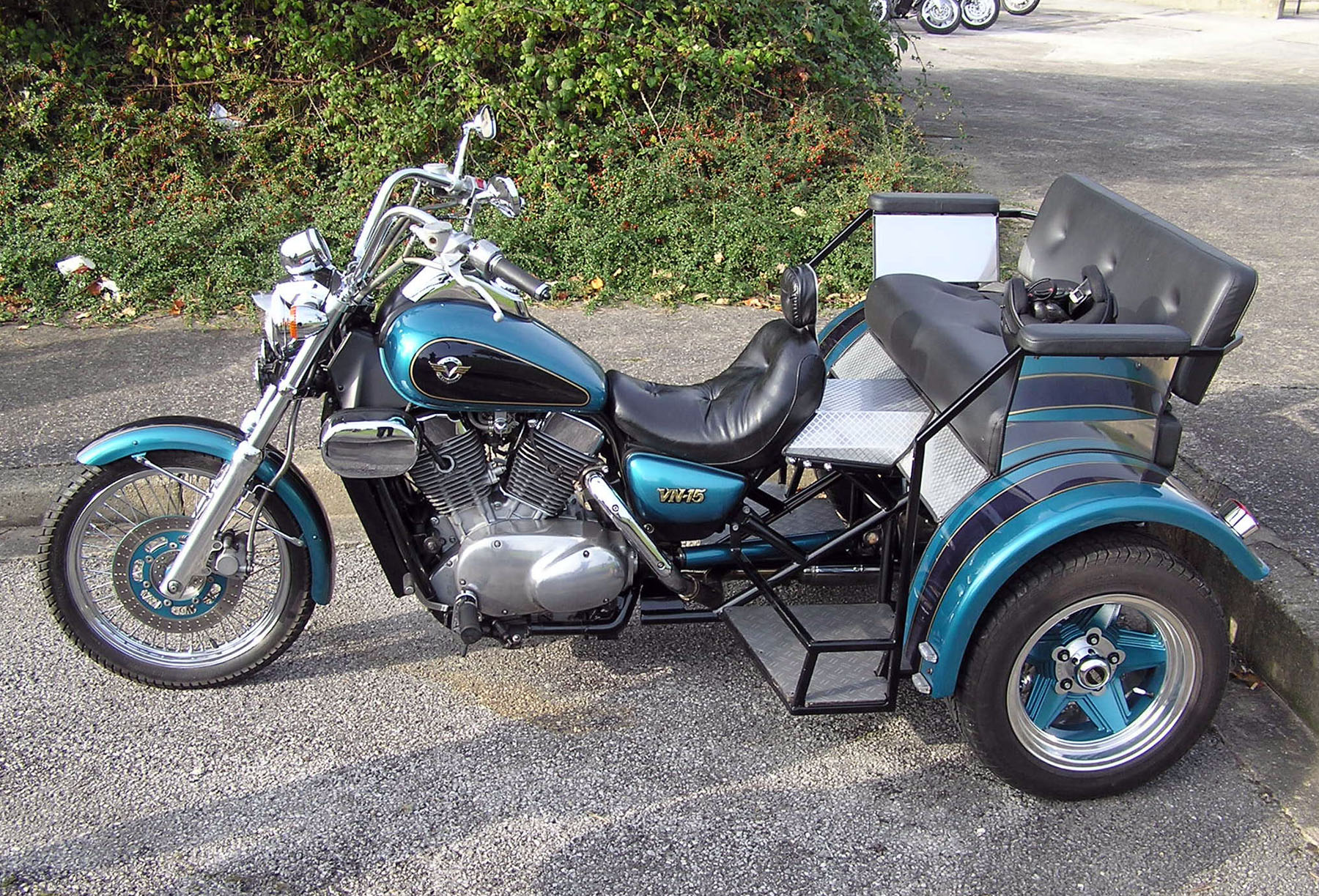
VN-15（画像はトライク仕様の改造車両）

D型以降のVNシリーズとは別系統。北米仕様の名称「88」は1442 ccの排気量を表すキュービックインチ単位。

### VN-15 / VULCAN88
- VN-15 / VULCAN88（VN1500A型：1987年A1 - 1999年A13）
- VN-15SE / VULCAN88SE（VN1500B型：1987年B1 - 1990年B4）
- VN-15L（VN1500C型：1996年C3 - 1997年C4）

## 第2世代モデル
C型以前のVNシリーズとは別系統。

### VULCAN 1500 CLASSIC (Fi)
バルカン1500クラシック（1996年 - 2006年）
日本国内向けに導入されたのは1997年モデルから1999年モデルまで（対応する型式はD2、E1、E2）。
- クラシック仕様沿革
  - VN1500-D1（1996年）
  - VN1500-D2（1997年）
  - VN1500-E1（1998年）
  - VN1500-E2（1999年）
  - VN1500-E3（2000年）
  - VN1500-E4（2001年）
  - VN1500-E5（2002年）
  - VN1500-E6（2003年）
  - VN1500-E7（2004年）
  - VN1500-T6F（2006年）

バルカン1500クラシックFi（2000年 - 2006年）
日本国内向けに導入されたのは2000年モデルから2002年モデルまで（対応する型式はN1、N2、N3）。販売は2004年まで継続された（2002年モデルN3型より変更なし）。
- クラシックFi仕様沿革
  - VN1500-N1（2000年）
  - VN1500-N2（2001年）
  - VN1500-N3（2002年）
  - VN1500-N4（2005年）
  - VN1500-N6F（2006年）
  - VN1500-N7F（2007年）
  - VN1500-N8F（2008年）

### VULCAN 1500 Nomad / ClassicTourar
バルカン1500ノマド / クラシックツアラー（1998年 - 2001年）
日本国内では「ClassicTourar（クラシックツアラー）」として1998年モデルから1999年モデルまで販売された（対応する型式はG1、G2）。
- ノマド / クラシックツアラー仕様沿革
  - VN1500-G1（1998年）
  - VN1500-G2（1999年）
  - VN1500-G3（2001年）

バルカン1500ノマドFi / クラシックツアラーEi（2000年 - 2004年）
日本国内では「ClassicTourar Fi（クラシックツアラーFi）」として2000年モデルから2003年モデルまで（対応する型式はL1、L2、L3、L4）。販売は2004年まで継続された（2003年モデルL4型より変更なし）。
- ノマドFi / クラシックツアラーFi仕様沿革
  - VN1500-L1（2000年）
  - VN1500-L2（2001年）
  - VN1500-L3（2002年）
  - VN1500-L4（2003年）
  - VN1500-L5（2004年）

### VULCAN 1500 Drifter
バルカン1500ドリフター（1999年 - 2005年）
日本国内向けに導入されたのは1999年モデルのJ1のみ。販売は2004年まで継続された（1999年モデルJ1型より変更なし）。2001年モデルのR型は、他の派生モデル同様に、Fi化されたものの、クラシックやノマド（クラシックツアラー）のように車名の変更はなかった。
- ドリフター仕様沿革
  - VN1500-J1（1999年）
  - VN1500-J2（2000年）

- ドリフター（Fiモデル）仕様沿革
  - VN1500-R1（2001年）
  - VN1500-R2（2002年）
  - VN1500-R3（2003年）
  - VN1500-R4（2004年）
  - VN1500-R5（2005年）

### VULCAN 1500 Meanstreak
バルカン1500ミーンストリーク（2002年 - 2003年）
日本国内では2002年モデルから2003年モデルまで（対応する型式はP1、P2）。販売は2004年まで継続（2003年モデルP2型より変更なし）。
なお、派生モデルとしては最後発となるミーンストリークは、他の派生モデルのようにキャブレター仕様車は存在せず、全年式がフューエルインジェクション仕様となっている。
- ミーンストリーク仕様沿革
  - VN1500-P1（2002年）
  - VN1500-P2（2003年）